# Sally Hunter
Sally Hunter (nacida como Sally Foster, Perth, 13 de abril de 1985) es una deportista australiana que compitió en natación, especialista en el estilo braza.
Ganó una medalla de plata en el Campeonato Mundial de Natación de 2013 y tres medallas de plata en el Campeonato Mundial de Natación en Piscina Corta entre los años 2008 y 2014.

## Palmarés internacional
| Campeonato Mundial                  | Campeonato Mundial       | Campeonato Mundial | Campeonato Mundial |
| Año                                 | Lugar                    | Medalla            | Prueba             |
| ----------------------------------- | ------------------------ | ------------------ | ------------------ |
| 2013                                | Barcelona (España)       | Medalla de plata   | 4 × 100 m estilos  |
| Campeonato Mundial en Piscina Corta |                          |                    |                    |
| Año                                 | Lugar                    | Medalla            | Prueba             |
| 2008                                | Mánchester (Reino Unido) | Medalla de plata   | 200 m braza        |
| 2012                                | Estambul (Turquía)       | Medalla de plata   | 4 × 100 m libre    |
| 2014                                | Doha (Catar)             | Medalla de plata   | 4 × 100 m estilos  |